# Fraccionamiento Paseo de las Torres
Fraccionamiento Paseo de las Torres är en ort i Mexiko.   Den ligger i kommunen León och delstaten Guanajuato, i den centrala delen av landet, 300 km nordväst om huvudstaden Mexico City. Fraccionamiento Paseo de las Torres ligger 2 059 meter över havet och antalet invånare är 1 901.
Terrängen runt Fraccionamiento Paseo de las Torres är kuperad åt sydost, men åt nordväst är den platt. Fraccionamiento Paseo de las Torres ligger uppe på en höjd. Runt Fraccionamiento Paseo de las Torres är det mycket tätbefolkat, med 1 313 invånare per kvadratkilometer. Närmaste större samhälle är León de los Aldama, 9,8 km öster om Fraccionamiento Paseo de las Torres. I omgivningarna runt Fraccionamiento Paseo de las Torres växer huvudsakligen savannskog.